# Cornelius I. (Nashorn)

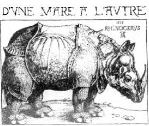
Logo der Parti Rhinocéros mit Albrecht Dürers Holzschnitt Rhinocerus, 1515

Cornelius I. (engl.: Cornelius the First) war ein Spitzmaulnashorn, geboren im Granby Zoo in Granby, Québec, östlich von Montreal in Kanada, gestorben am 3. April 2013 in Tyler, Texas. Zwischen 1965 und 1993 war es der designierte Vorsitzende der Parti Rhinocéros (frz. Rhinozerospartei), die – als Satire gemeint – gleichwohl eine bemerkenswerte Anzahl von Stimmen bei Wahlen bekam. In manchen Wahlbezirken erreichte die Partei den zweiten Platz und errang bei den Unterhauswahlen 1980 landesweit über 1 Prozent der Stimmen, konnte aber nie einen Kandidaten ins Unterhaus entsenden.
Der Gründer der Partei im Jahre 1963, Jacques Ferron, ein Arzt und Autor aus Québec, der auf seinen Parteivorsitz zugunsten von Cornelius verzichtete, befand Gemeinsamkeiten zwischen Nashörnern und Politikern: sie seien gleichermaßen dickhäutig, gemächlich, trübsinnig, bei Gefahr schnell wie der Teufel und hätten große, haarige Hörner mitten im Gesicht. Der Name Cornelius ist ein Spiel mit dem französischen Wort corne, dem Horn. Die Parti Rhinocéros benutzte als Logo einen berühmten Holzschnitt von Albrecht Dürer, dem sie eine französische Inschrift aufgesetzt hatte: D’une mare à l’autre, ein Wortspiel mit dem lateinischen Motto Kanadas: a mari usque ad mare (von Meer zu Meer, aus Psalm 72, 8); mare bezeichnet im Französischen indes einen Tümpel, eine Lache.
1981 kam Cornelius im Tausch gegen eine Giraffe in den San Diego Wild Animal Park. Ein hohes Parteimitglied der Rhinozerospartei erhob deswegen 1984 bei der US-amerikanischen Botschaft in Ottawa Beschwerde und spekulierte, der frühe Tod von Cornelius' Nashorn-Gefährtin Stella habe der KGB zu verantworten. In neuerer Zeit verlieh dieser Wildpark den Bullen an den Caldwell Zoo in Tyler, Texas, wo es am 3. April 2013 starb.